# 2910 Yoshkar-Ola
2828 Iku-Turso è un asteroide della fascia principale. Scoperto nel 1942, presenta un'orbita caratterizzata da un semiasse maggiore pari a 2,2416288 au e da un'eccentricità di 0,0896106, inclinata di 3,30392° rispetto all'eclittica.
L'asteroide è dedicato alla città russa di Joškar-Ola.